# Janhova
Janhova je naselje v Občini Apače.